# 日下部大麻呂
日下部 大麻呂（くさかべ の おおまろ）は、奈良時代の貴族。姓は宿禰。位階は従五位下。

## 経歴
天平9年（737年）の2月から4月にかけて、持節征夷大使・藤原麻呂によって陸奥国の多賀柵（多賀城）から出羽国の出羽柵（秋田城）まで、蝦夷の男勝村（雄勝郡）を通して道路を建設する作戦が実施された際、日下部大麻呂は後方の守りにあたる牡鹿柵を守備するために駐屯した（このときの官位は従七位下・陸奥大掾）。
天平20年（748年）2月19日に正六位上から従五位下に昇叙された。その他の事績は不明。